# Han Sung-won
Pour les articles homonymes, voir Han.
Han Seung-weon (en hangeul : 한승원), né le 13 octobre 1939 à Jangheung dans la province du Jeolla du Sud en Corée, est un écrivain sud-coréen .
Il est le père de Han Kang, prix Nobel de littérature 2024.

## Biographie
Han Sung-won est né le 13 octobre 1939 dans la ville balnéaire de Jangheung, située dans la province du Jeolla du Sud. Il est diplômé du lycée de Jangheung et a fréquenté l'institut des arts Seorabeol où il s'est lié d'amitié avec d'autres écrivains comme Lee Mun-ku ou Cho Se-hui. Après ses études, il retourne dans le Jeolla du Sud (Jeollanam-do) et enseigne dans les écoles du secondaire. Il fait ses débuts littéraires en 1968 et a produit depuis de très nombreux travaux notamment au cours des années 1970 et 1980. En 1983, il reçoit le prix de la Littérature coréenne pour La Lune au-dessus du port (Pogu-ui dal), et en 1988 il a reçu le prix littéraire Yi Sang pour Un étranger sur la plage (Haebyeonui gilson) ainsi que le Prix de littérature contemporaine (Hyundae Munhak). Les romans de Han Seungwon comprennent Des montagnes aussi à l'avant (Apsando Cheop-cheop, 1977), La mer de brouillard (Angae bada, 1977), La fille du feu (Burui ttal, 1983), Notre pagode en pierre (Urideurui doltap, 1988), et Le père et le fils (Abeoji-wa adeul, 1989).

## Œuvre
Les bords de mer du sud apparaissent souvent comme le cadre dans ses œuvres de fiction. De ses premières histoires, Une mer exécrable (Gajeungseureon bada) et Le bateau en bois (Mokseon), que les critiques considèrent comme ses meilleures œuvres, jusqu'à La Lune sur le port (Pogu-ui dal, 1989) et Un étranger sur la plage (Haebyeonui gilson), les bords de mer ne servent pas seulement comme cadre au récit, mais permettent de faire émerger des images synthétiques de la Corée moderne. Pour Han, cet espace est à la fois le lieu de l'oppression humaine et l'horizon ultime de la réconciliation et de la sécurité ontologique. Les personnages de Han sont liés à la station balnéaire dès leur naissance, comme s'ils étaient attirés par elle par la force de destin : leurs tentatives d'évasion entraînent souvent des conséquences tragiques. Ses récits contiennent une certaine qualité chamanique avec des passages hautement philosophiques. Dans ce monde, l'homme cherche à atteindre la vérité spirituelle et la réalisation de soi en se confrontant pleinement à son destin, et propose à travers ces schémas des moyens de mieux connaître l'esprit coréen. Les images récurrentes de la mer et du feu renforcent le motif du chamanisme dans ses œuvres. Une autre caractéristique des romans de Han Sung-won est son utilisation efficace du dialecte de sa région natale au sud-ouest de la Corée, qui lui permet d'ajouter une touche d'authenticité à son propos.